# Orcadia
Orcadia es un género de foraminífero planctónico de la familia Globigerinidae, de la superfamilia Globigerinoidea, del suborden Globigerinina y del orden Globigerinida. Su especie tipo es Hastigerinella riedeli. Su rango cronoestratigráfico abarca desde el Pleistoceno hasta la Actualidad.

## Descripción
Orcadia incluye especies con conchas trocoespiraladas, de forma globular; sus cámaras son esféricas a globulares; sus suturas intercamerales son rectas o ligeramente curvadas, e incididas; su contorno ecuatorial es subpoligonal y lobulado; su periferia es redondeada; su ombligo es estrecho y profundo; su abertura principal es interiomarginal, umbilical a umbilical-extraumbilical, de arco amplio y bordeada por un labio; presentan pared calcítica hialina, delgada, finamente perforada con poros cilíndricos, y superficie lisa y espinosa, con espinas largas y gruesas, de sección redondeada a triangular, y concentradas en la región periférica.

## Discusión
Orcadia se considera un sinónimo subjetivo posterior de Hastigerinopsis, ya que su especie tipo se considera un sinónimo subjetivo posterior de Hastigerinopsis riedeli. Otros aceptan el género como válido.

## Ecología y Paleoecología
Orcadia incluye foraminíferos con un modo de vida planctónico, de distribución latitudinal cosmopolita, y habitantes pelágicos de aguas intermedias e profundas (medio mesopelágico a batipelágico superior).

## Clasificación
Orcadia incluye a la siguiente especie:
- Orcadia riedeli, aceptada como Hastigerinopsis riedeli